# 효세이
효세이(일본어: 氷青 ひょうせい 효우세이[*], (1973년 4월 21일 ~ )는 일본의 성우이다. 본명은 요코테 쿠미코(橫手 久美子)이다.

## 출연작

### TV 애니메이션
1997년
- 포켓몬스터(미코코(234화), 나조노쿠사(뚜벅쵸(239화)))

2000년
- 우주인 타로(마츠노우치 유타카)

2001년
- 시스터 프린세스(시라유키)

2002년
- 갤럭시 앤젤 Z(마슬[어릴적])
- 시스터 프린세스 RePure(시라유키)
- 포켓몬스터 어드밴스 제너레이션(나기(84~85화))
- 록맨 에그제(쿠로이 미유키)

2004년
- 마법소녀 리리컬 나노하(노엘 키도 에리히카히트)

2005년
- IZUMO 용맹한 검의 섬기(시라토리 코토노)

2006년
- 새벽녘 전보다 유리색인 Crescent Love(타카미자와 나츠키)
- Gift ~eternal rainbow~(아마미 하루, 진타, 토모코)

2008년
- 캐릭캐릭 체인지(에루)

2011년
- 마지코이(진지하게 날 사랑해) (시이나 미야코)

2013년
- 두근두근! 프리큐어 (이츠츠보시 레이나)

### OVA
2003년
- 대악사(이치하시 란) ※카이바라 에레나(海原エレナ) 명의

### 게임
1998년
- 판타스틱 포츈 (가젤 터너, 셀 브라운)

2000년
- 트라이앵글 하트3 ~Sweet Songs Forever~ (노엘 키도 에어리히카이트) ※카이바라 에레나(海原エレナ) 명의
- 프리즘 하트 PC판 (챠 이나) ※카이바라 에레나(海原エレナ) 명의

2001년
- 텐타마 (시노자키 치나츠)
- 시스터 프린세스 (시라유키)
- 트라이앵글 하트 (유키, 칸자키 하유미) ※카이바라 에레나(海原エレナ) 명의
- 프리즘 하트 DC판 (챠 이나)
- IZUMO (타치바나 아야카, 백호) ※카이바라 에레나(海原エレナ) 명의

2002년
- 해피~프리~でぃんぐ PC판 (유키노) ※카이바라 에레나(海原エレナ) 명의
- BLUE (히나타 나즈나) ※카이바라 에레나(海原エレナ) 명의
- 때묻은 영웅 ~사음 성녀 사냥~ (마리카 리리나) ※카이바라 에레나(海原エレナ) 명의
- Princess Holiday ~転がるりんご亭 천야일야~ (엘레노아 포트워스) ※카이바라 에레나(海原エレナ) 명의
- 선생님 좋-아해요(시노미야 츠키요) ※카이바라 에레나(海原エレナ) 명의
- 라임색 전기담(소피아) ※카이바라 에레나(海原エレナ) 명의
- 매즙(코히나타 나나) ※카이바라 에레나(海原エレナ) 명의

2003년
- 마브러브 18금판 (카미요 타츠미) ※카이바라 에레나(海原エレナ) 명의
- 파티시에 냥코 (아네노코우지 후유카) ※카이바라 에레나(海原エレナ) 명의
- SEXFRIEND ~섹스 프렌드~ (노노미야 카오리) ※카이바라 에레나(海原エレナ) 명의
- 나뭇잎 사이로 비치는 햇살에 흔들리는 영혼의 목소리 (마오) ※카이바라 에레나(海原エレナ) 명의
- 캐슬 판타지아 ~엘렌시아 전기~ 리뉴얼 (라피스 폴투나) ※카이바라 에레나(海原エレナ) 명의
- 사야의 노래 (타카하타 오우미) ※카이바라 에레나(海原エレナ) 명의
- 해피~프리~でぃんぐ DC·PS2판 (유키노)

2004년
- 셔머너 셔머너 ~달과 마음과 태양의 마법~ (사라 메케인) ※카이바라 에레나(海原エレナ) 명의
- 마왕의 딸들 (치루루) ※카이바라 에레나(海原エレナ) 명의
- 마지프리 -Wonder Cradle- (아시타바 유리) ※카이바라 에레나(海原エレナ) 명의
- 누나, 제대로 하자!2 (이누카미 보미무) ※카이바라 에레나(海原エレナ) 명의
- IZUMO2 (시라토리 코토노, 백호) ※카이바라 에레나(海原エレナ) 명의
- 오거스트 팬BOX (엘레노아 포트워스) ※카이바라 에레나(海原エレナ) 명의
- 낙서 왕국2 마왕성의 싸움 (태블릿)
- 마법소녀 아 라 모드 쫓아라, 사랑의 마법! (호른 스티플)
- 최종시험 고래 (모테기 유카, 모테기 미카) ※카이바라 에레나(海原エレナ) 명의

2005년
- 엘레멘탈 제레이드 -감싸라, 취풍의 검- (파르(파틴 셀스)) 2005年6月30日
- 츠요키스 (야시 나고미, 코노에 스나오, 양 톤파) ※카이바라 에레나(海原エレナ) 명의
- 새벽녘보다 유리색인 (타카미자와 나츠키) ※카이바라 에레나(海原エレナ) 명의
- 가냘픈 세계의 마지막에 (히마와리) ※카이바라 에레나(海原エレナ) 명의
- 진해마경 (鳥賀陽) ※카이바라 에레나(海原エレナ) 명의

2006년
- 춘애*소녀~소녀의 정원에서 인사드립니다.~ (쿠스하라 아야카) ※카이바라 에레나(海原エレナ) 명의
- AR ~잊혀진 여름~ (메디스) ※카이바라 에레나(海原エレナ) 명의
- 마브러브 올터네이티브 18금판 (카미요 타츠미) ※카이바라 에레나(海原エレナ) 명의
- 파이널 판타지XII (리노)
- IZUMO2 학원광상곡 (시라토리 코토노, 백호) ※카이바라 에레나(海原エレナ) 명의
- 깊은 산골짜기에 흐르는 노래 (포치에라 시드) ※카이바라 에레나(海原エレナ) 명의
- 메르헤븐 망각의 클라비아 (사라 밴드)
- 마브러브 전연령판 (카미요 타츠미)
- 마브러브 올터네이티브 전연령판 (카미요 타츠미)
- 메가츄! (욜즈) ※카이바라 에레나(海原エレナ) 명의
- 무녀혼 (타케노 마도카) ※카이바라 에레나(海原エレナ) 명의
- 새벽녘보다 유리색인~Brighter than dawning blue~ (타카미자와 나츠키)

2007년
- 알페지오 ~너에대한 멜로디~ (아토베 사라사) ※카이바라 에레나(海原エレナ) 명의
- 월광의 카르네바레 (콜나리나) ※카이바라 에레나(海原エレナ) 명의
- 진백모란 (카키자키 아이리) ※카이바라 에레나(海原エレナ) 명의
- 네가 주인이고 집사가 나 (베니스) ※카이바라 에레나(海原エレナ) 명의
- 마브러브 ALTERED FABLE (카미요 타츠미) ※카이바라 에레나(海原エレナ) 명의
- 최종시험 고래 Alive (모테기 유카, 모테기 미카)
- ALICE♥퍼레이드 ~두 명의 앨리스와 신비한 소녀들~ (라비니아) ※카이바라 에레나(海原エレナ) 명의
- MagusTale ~세계수와 사랑하는 마법사~ (엘다 피니스 빅토리아) ※카이바라 에레나(海原エレナ) 명의

2008년
- 네가 주인이고 집사가 나~시중들기 일기~ (베니스)
- 하레하레하렘 (코마츠가와 아리스) : 카이바라 에레나(海原エレナ) 명의
- 츠요키스 2학기 (야시 나고미) ※카이바라 에레나(海原エレナ) 명의
- G선상의 마왕 (시라토리 미즈하) ※카이바라 에레나(海原エレナ) 명의
- 진연희무쌍 ~소녀요란☆삼국지 연의~ (정욱) ※카이바라 에레나(海原エレナ) 명의

2009년
- 새벽녘 전보다 유리색인 ~Moonlight Cradle~ (타카미자와 나츠키) : 카이바라 에레나(海原エレナ) 명의
- 여름색 스트레이트! (쿄즈키 사치코) : 카이바라 에레나(海原エレナ) 명의
- 진지하게 날 사랑해! (시이나 미야코) : 카이바라 에레나(海原エレナ) 명의
- WLO~세계연애기구~ (아리사 크레인 페미르나) : 카이바라 에레나(海原エレナ) 명의
- Like a Butler (세이라 애플톤) : 카이바라 에레나(海原エレナ) 명의